# Elmswell
Elmswell is een civil parish in het bestuurlijke gebied Mid Suffolk, in het Engelse graafschap Suffolk met 3950 inwoners.